# Coppa COSAFA 2001
La Coppa COSAFA 2001 (2001 COSAFA Cup) fu la quinta edizione della Coppa COSAFA, competizione calcistica per nazione organizzata dal Consiglio per le Associazioni Calcistiche dell'Africa del Sud (COSAFA). La competizione si svolse in forma itinerante dal 10 giugno al 30 settembre 2001 e vide la partecipazione di otto squadre: Angola, Lesotho, Malawi, Mauritius, Sudafrica, Swaziland, Zambia e Zimbabwe.

## Formula
- Qualificazioni

Zimbabwe (come detentore del titolo), Lesotho (come finalista dell'edizione precedente) e Angola (come semifinalista dell'edizione precedente) sono qualificati direttamente alla fase finale. Rimangono 8 squadre per 5 posti disponibili per la fase finale.
Playoff - 8 squadre, giocano partite di sola andata. Le vincenti e la migliore perdente si qualificano alla fase finale.
- Fase finale

Fase a eliminazione diretta - 8 squadre, giocano partite di sola andata (eccetto la finale andata e ritorno). La vincente si laurea campione COSAFA.

## Squadre partecipanti
| Pr. | Squadra   | Data di qualificazione certa | Partecipante in quanto                                     | Partecipazioni precedenti al torneo | Ultima presenza |
| --- | --------- | ---------------------------- | ---------------------------------------------------------- | ----------------------------------- | --------------- |
| 1   | Zimbabwe  | -                            | Rappresentativa della nazione detentrice del titolo        | 3 (1998, 1999, 2000)                | 2000            |
| 2   | Angola    | -                            | Qualificata di diritto                                     | 3 (1998, 1999, 2000)                | 2000            |
| 3   | Lesotho   | -                            | Qualificata di diritto                                     | 2 (1999, 2000)                      | 2000            |
| 4   | Swaziland | 11 febbraio 2001             | Vincente del playoff della fase di qualificazione          | 2 (1999, 2000)                      | 2000            |
| 5   | Malawi    | 17 marzo 2001                | Vincente del playoff della fase di qualificazione          | 2 (1997, 2000)                      | 2000            |
| 6   | Mauritius | 8 aprile 2001                | Vincente del playoff della fase di qualificazione          | -                                   | Esordiente      |
| 7   | Sudafrica | 29 aprile 2001               | Vincente del playoff della fase di qualificazione          | 2 (1999, 2000)                      | 2000            |
| 8   | Zambia    | 29 aprile 2001               | Migliore perdente del playoff della fase di qualificazione | 4 (1997, 1998, 1999, 2000)          | 2000            |

Nella sezione "partecipazioni precedenti al torneo", le date in grassetto indicano che la nazione ha vinto quella edizione del torneo, mentre le date in corsivo indicano la nazione ospitante.

## Fase finale

### Fase a eliminazione diretta

#### Tabellone
|  | Quarti di finale | Quarti di finale | Quarti di finale |  |  | Semifinali | Semifinali | Semifinali |          |   | Finale | Finale | Finale | Finale | Finale |  |
|  |                  |                  |                  |  |  |            |            |            |          |   |        |        |        |        |        |  |
|  | Angola           | Angola           | 1                |  |  |            |            |            |          |   |        |        |        |        |        |  |
|  | Mauritius        | Mauritius        | 0                |  |  | Angola     | Angola     | 1 (4)      |          |   |        |        |        |        |        |  |
|  | Lesotho          | Lesotho          | 1                |  |  | Zambia     | Zambia     | 1 (2)      |          |   |        |        |        |        |        |  |
|  | Zambia           | Zambia           | 2                |  |  |            |            |            |          |   | Angola | Angola | 0      | 1      | 1      |  |
|  | Zimbabwe         | Zimbabwe         | 2                |  |  |            |            | Zimbabwe   | Zimbabwe | 0 | 0      | 0      |        |        |        |  |
|  | Swaziland        | Swaziland        | 1                |  |  | Zimbabwe   | Zimbabwe   | 2          |          |   |        |        |        |        |        |  |
|  | Malawi           | Malawi           | 1                |  |  | Malawi     | Malawi     | 0          |          |   |        |        |        |        |        |  |
|  | Sudafrica        | Sudafrica        | 0                |  |  |            |            |            |          |   |        |        |        |        |        |  |

#### Quarti di finale
| Arbitro: | Ngwenya |

|               |           |  |
| Quinzinho 12’ | Marcatori |  |

| Arbitro: | Musasa |

|                |           |                          |
| Nts'onyana 57’ | Marcatori | 18’ Milanzi 48’ Kampamba |

| Arbitro: | de Sousa |

|                          |           |            |
| Sibanda 26’ Jukelile 56’ | Marcatori | 72’ Nhleko |

| Arbitro: | Madarbocus |

|                   |           |  |
| Mabedi 84’ (rig.) | Marcatori |  |

#### Semifinali
| Arbitro: | Moeketsi |

|                                 |                      |                           |
| Nsofwa 36’                      | Marcatori            | 11’ Akwá                  |
| Bakala Hachilensa Kilambe Mwewa | Tiri di rigore 2 – 4 | Gilberto Asha Zico Flavio |

| Arbitro: | Williams |

|  |           |                        |
|  | Marcatori | 21’ Kasinuayo 58’ Dube |

#### Finale
| Luanda 16 settembre 2001 Andata | Angola    | 0 – 0 | Zimbabwe | \| Arbitro: \| Mochubela \| |
| Arbitro:                        | Mochubela |       |          |                             |

| Arbitro: | Chong |

|  |           |            |
|  | Marcatori | 87’ Flavio |